# فرانسواز دي روهان
فرانسواز دي روهان (بالفرنسية: Françoise de Rohan)‏ هي مساعدة شخصية فرنسية، ولدت في 1540، وتوفيت في 1 ديسمبر 1591 في بلفير في فرنسا.